# Flat against the wall
Flat against the wall er en dansk eksperimentalfilm fra 1993, der er instrueret af Knud Vesterskov og Ulrik Al Brask.

## Handling
Filmen fortæller alene gennem visuelle udtryk ved brug af ikke-repræsentative mønstre og figurer for derved at give en underbevidst mere end en bevidst indvirkning på tilskueren. Filmen har en meget lille eller ingen reference til virkeligheden, men bruger objekter og billeder fra virkeligheden indenfor en abstrakt ramme.